# 安曇野市豊科近代美術館
安曇野市豊科近代美術館（あづみのしとよしなきんだいびじゅつかん）は、長野県安曇野市豊科にある美術館。安曇野市役所に隣接する。安曇野アートライン加盟施設。　

## 歴史
1985年3月に閉校した旧豊科町立豊科中学校の跡地を利用し、1992年（平成4年）4月18日に「豊科近代美術館」の名称で開館。2005年10月1日、合併に伴い「安曇野市豊科近代美術館」に改称。
2022年4月23日〜5月15日、改組 新 第8回日展を開催。
2024年6月3日から大規模修繕工事を実施し、2025年4月1日に「安曇野市美術館」に改称、同年8月29日に再開館予定。

## 主な収蔵品
- 高田博厚の彫刻 （常設展示）
- 森鷗外ゆかりの画家、宮芳平の洋画 （常設展示）
- 信州で活躍した洋画家、小林邦のデッサン（収蔵・展示）
- フランスで活躍した郷土出身の画家、奥村光正の作品（収蔵・展示）

## 所在地
〒399-8205 長野県安曇野市豊科5609-3

## 休館日
- 月曜日と祝祭日の翌日
- 12月28日 - 1月4日

## 開館時間
- 9：00 - 17：00（入館は16：30まで）

## 入場料
- 個人
  - 大人 ￥500
  - 大学生・高校生 ￥300
  - 中学生・小学生 ￥150
- 団体 （20人以上）
  - 大人 ￥400
  - 大学生・高校生 ￥200
  - 中学生・小学生 ￥100

## 交通アクセス
- JR豊科駅から徒歩約15分。
- 本館前に「近代美術館」停留所がある。

平日と祝日のみ運行した安曇野市豊科地域振興バスは2007年（平成19年）9月8日を以て運行を休止をした。